# DFLリーガポカール
DFLリーガポカール（DFL-Ligapokal）は、かつて存在したドイツにおけるサッカーの大会である。毎年ブンデスリーガの開幕前に行われていた。

## 歴史
1997年に開始され、2004年までは「DFBリーガポカール」、2005年のみ「プレミア・リーガポカール」という名称で行われた。
2008年はUEFA EURO 2008があったため、過密スケジュールとなる事を避けて開催されなかった。しかし、その代替大会としてT-Homeスーパーカップが行われた。翌2009年も再開される事はなく、以降DFBスーパーカップがこの大会の替わりに開催される事となった。

## 参加資格
昨シーズンのブンデスリーガ1部の上位4クラブと2部の優勝クラブ、さらにDFBポカールの優勝チームの計6チームで、ノックアウト方式によって行なわれていた。出場資格が重複した場合は、1部の5位チームが出場していた。